# Crossville (Tennessee)
Crossville ist eine Stadt im und County Seat des Cumberland County, Tennessee (Vereinigte Staaten). Das U.S. Census Bureau hat bei der Volkszählung 2020 eine Einwohnerzahl von 12.071 ermittelt.

## Geographie
Die Stadt liegt auf dem Cumberland Plateau im Quellgebiet des Obed River, der nördlich von Crossville durch eine natürliche Schlucht auf seinem Weg zum Zusammenfluss mit dem Emory River nach Nordosten fließt. Crossville liegt ungefähr auf halber Strecke zwischen dem östlichen Rand des Plateaus am Gebirgskamm Walden Ridge und seinem westlichen Rand am sogenannten Highland Rim. Mehrere kleine Seen wie Lake Tansi im Süden, Lake Holiday im Westen und Byrd Lake in der Nähe des Cumberland Mountain State Park finden sich im Umfeld von Crossville.
Seinem Namen entsprechend verteilt sich Crossville um die Kreuzung der Straßen U. S. Route 70, die Tennessee von Osten nach Westen durchquert, und U. S. Route 127, die von Norden nach Süden durch den Bundesstaat verläuft. Der Interstate Highway 40, der annähernd parallel zur U. S. Route 127 verläuft, tangiert den nördlichen Teil der Stadt.
Crossville liegt ungefähr 50 Kilometer östlich von Cookeville, 110 Kilometer nördlich von Chattanooga und 110 Kilometer westlich von Knoxville.

## Geschichte

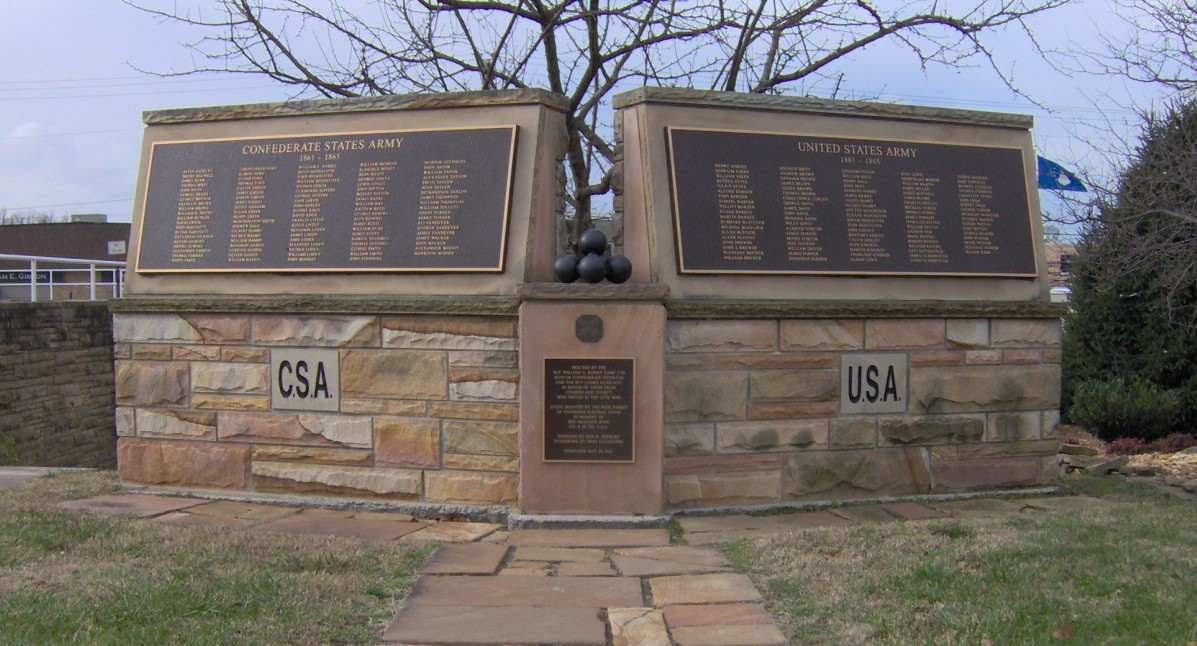
Das Cumberland-County-Civil-War-Memorial in Crossville führt links die Veteranen der Konföderierten und rechts die der Nordstaaten auf

Crossville hat seine Wurzeln in der Kreuzung eines Abzweigs der Great Stage Road, die die Gebiete von Knoxville und Nashville verband, und der Kentucky Stock Road, einem Viehtreiber-Pfad, der von Mittel-Tennessee nach Kentucky verlief und später bis Chattanooga verlängert wurde. Der Verlauf dieser zwei Straßen entsprach ungefähr dem der heutigen Straßen U. S. Route 70 und U. S. Route 127.
Um das Jahr 1800 eröffnete an diesem Knotenpunkt ein früher Siedler, Samuel Lambeth, ein Geschäft und die kleine Gemeinde, die sich darum entwickelte, wurde Lambeth’s Crossroads genannt. Der Laden befand sich südlich des Gerichtsgebäudes, an der heutigen Kreuzung von Main Street und Stanley Street. Als ein Postamt in den 1830er Jahren eröffnet wurde, hatte die Gemeinde den Namen Crossville angenommen.
Zu Beginn der 1850er Jahre kaufte James Scott, ein Großhändler aus dem nahegelegenen Sparta, Lambeths Geschäft und benannte es in Scott’s Tavern um. Bei der Bildung des Cumberland County im Jahr 1856, wurde Crossville, das in der Mitte des County lag, zum County Seat bestimmt. Scott stellte anfangs ungefähr 16 Hektar (40 Acres) für die Errichtung von Gerichtsgebäudes und Rathausplatz zur Verfügung.
Crossville und Cumberland County hatten, weil das entwickelte Straßennetz das Gebiet sowohl für die Streitkräfte der Nordstaaten wie auch der Konföderierten und für marodierende Truppen gut zugänglich machte, während des Amerikanischen Bürgerkrieges wilde Plünderungen zu erleiden. Das County war während der Kämpfe gespalten, es entsendete eine gleich große Zahl von Truppen an beide Konfliktparteien.
Während der Weltwirtschaftskrise initiierte die Subsistence Homestead Division der Bundesregierung östlich der Stadt das Cumberland-Homesteads-Wohnungsbauprojekt. Der Zweck des Projektes war, kleine Farmen für mehrere hundert verarmte Familien zur Verfügung zu stellen. Das Erholungsgebiet des Projektes würde später der Kern des Cumberland Mountain State Park.

## Demografie
Die bei der Volkszählung im Jahr 2000 ermittelten 8.981 Einwohner von Crossville lebten in 3.795 Haushalten; darunter waren 2.440 Familien. Die Bevölkerungsdichte betrug 235 pro km2. Im Ort wurden 4.268 Wohneinheiten erfasst. Unter der Bevölkerung waren 97,0 % Weiße, 0,1 % Afroamerikaner, 0,2 % amerikanische Indianer, 0,4 % Asiaten und 1,1 % von anderen Ethnien; 1,2 % gaben die Zugehörigkeit zu mehreren Ethnien an.
Unter den 3.795 Haushalten hatten 27,4 % Kinder unter 18 Jahren; 45,2 % waren verheiratete zusammenlebende Paare. 31,3 % der Haushalte waren Singlehaushalte. Die durchschnittliche Haushaltsgröße war 2,25, die durchschnittliche Familiengröße 2,79 Personen.
Die Bevölkerung verteilte sich auf 22,6 % unter 18 Jahren, 9,3 % von 18 bis 24 Jahren, 26,5 % von 25 bis 44 Jahren, 21,8 % von 45 bis 64 Jahren und 19,9 % von 65 Jahren oder älter. Der Median des Alters betrug 38 Jahre.
Der Median des Haushaltseinkommens betrug 25.796 $, der Median des Familieneinkommens 33.207 $. Das Prokopfeinkommen in Crossville betrug 18.066 $. Unter der Armutsgrenze lebten 24,6 % der Bevölkerung.

## Interessantes
- Die US-Schachföderation verlegte im Jahr 2005 ihren Sitz von New Windsor im Bundesstaat New York nach Crossville, um, wie verlautete, Arbeitskosten zu reduzieren.
- Highway 127 Corridor Sale – der weltweit größte Flohmarkt, jährlich im August.
- Das Cumberland County Playhouse ist die einzige gemeinnützige Einrichtung der darstellenden Künste im ländlichen Tennessee und eines der 10 größten professionellen Theater im ländlichen Amerika. Mit seinen zwei Innen- und zwei Außenbühnen, Produktionen für junges Publikum, einem umfassenden Tanzprogramm, eine Konzertreihe und Wandershows wird es jährlich von mehr als 165.000 Zuschauern besucht.
- Crossville bezeichnet sich selbst als die Golf-Hauptstadt Tennessees. Die folgenden 12 Plätze sind vorhanden: Stonehenge, Heatherhurst Crag, Heatherhurst Brae, Deer Creek, River Run, Four Seasons, The Bear Trace, Dorchester, Mountain Ridge, Renegade, Druid Hills und Lake Tansi.
- Die Cumberland County Fair, eine preisgekrönte Landwirtschaftsmesse, jährlich im August.
- Eine Free-Speech-Zone, ein Bereich der Meinungsfreiheit, auf der Grünfläche des Gerichtsgebäudes des Cumberland County ist Ort unterschiedlicher inoffizieller Zurschaustellungen, einschließlich einer Statue des Fliegenden Spaghettimonsters, einem Irak- und Afghanistan-Soldaten-Denkmal, einer Miniatur-Freiheitsstatue wie auch von Kettensägen-Schnitzereien einer Weihnachtskrippe, Jesus das Kreuz tragend sowie von Affen und Bären.

## Söhne und Töchter der Stadt
- Marjorie Weaver (1913–1994), Schauspielerin
- Michael Turner (1971–2008), Comiczeichner
- Julie Ann Emery (* 1972), Schauspielerin